# Al-Arabi SC
|  | Aquest article tracta sobre el club de futbol de Kuwait. Vegeu-ne altres significats a «Al-Arabi». |

L'Al-Arabi SC (àrab: نادي العربي الكويتي, Nādī al-ʿArabī al-Kuwaytī, ‘Club Àrab Kuwaytià’) és un club de futbol de Kuwait de la ciutat d'Al-Kuwait, al districte d'al-Mansuriyah. Al-Arabi significa ‘l'àrab’. Va ser fundat el 1960.

## Palmarès
- Lliga kuwaitiana de futbol:[2]
  - 1961–62, 1962–63, 1963–64, 1965–66, 1966–67, 1969–70, 1979–80, 1981–82, 1982–83, 1983–84, 1984–85, 1979–88, 1988–89, 1992–93, 1996–97, 2001–02
- Copa de l'Emir kuwaitiana de futbol:[3]
  - 1961–62, 1962–63, 1963–64, 1965–66, 1968–69, 1970–71, 1980–81, 1982–83, 1991–92, 1995–96, 1998–99, 1999–00, 2004–05, 2005–06, 2007–08
- Copa de la Corona kuwaitiana de futbol:[3]
  - 1995–96, 1996–97, 1998–99, 1999–00, 2006–07, 2011–12, 2014–15
- Copa Al Kurafi:[3]
  - 1998–99, 2000–01, 2001–02
- Supercopa kuwaitiana de futbol:[3]
  - 2008, 2012
- Copa Federació kuwaitiana de futbol:[3]
  - 1969–70 1995–96, 1996–97, 1998–99, 1999–00, 2013–14
- Copa de Clubs Campions del Golf:
  - 1982, 2003-2004

## Altres esports

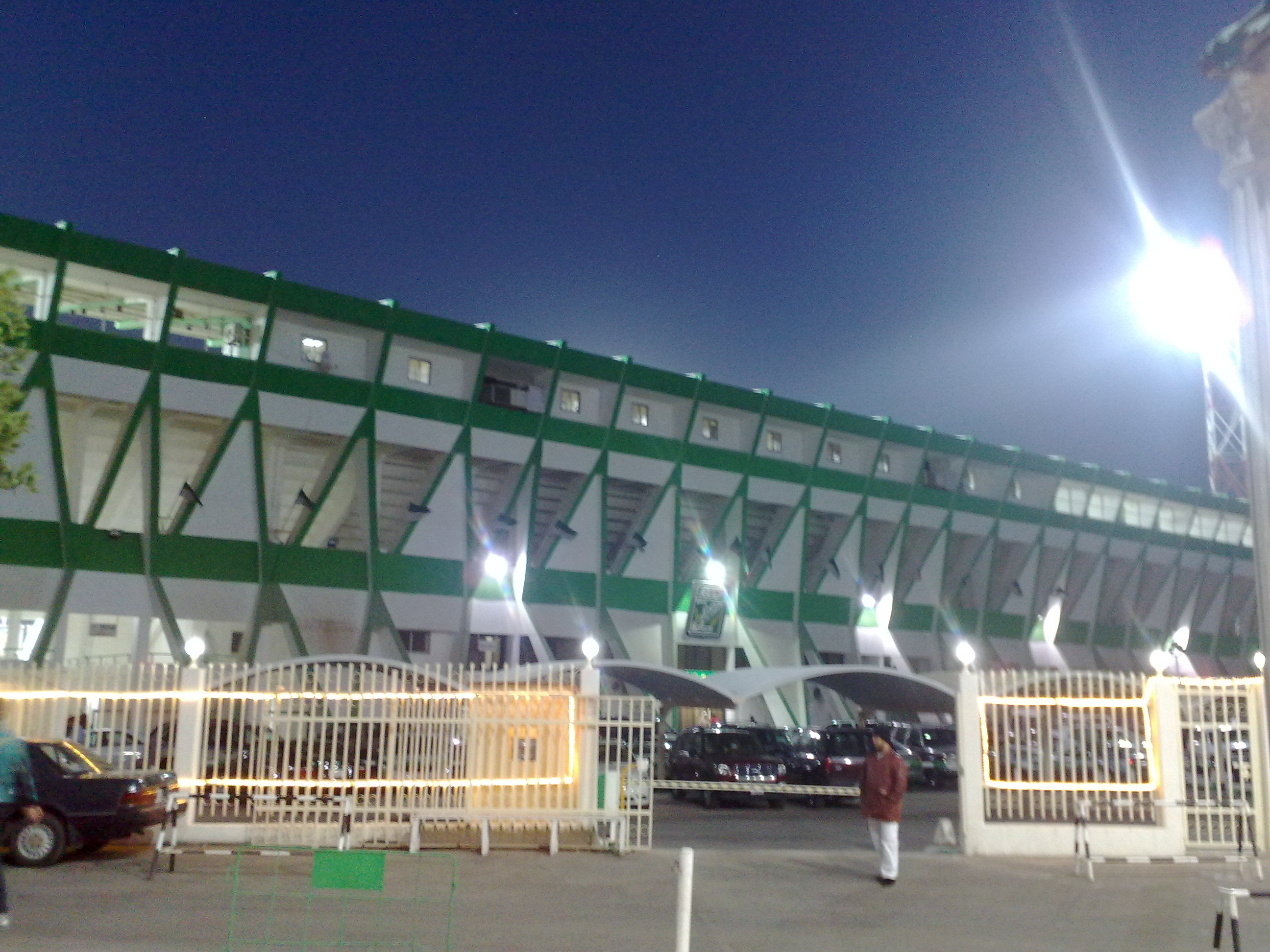
Exterior de l'estadi Sabah Al Salem

A més del futbol, el club té seccions en diversos esports com ara: handbol, basquetbol, voleibol, waterpolo, esquaix, atletisme, gimnàstica, natació, boxa, Judo, halterofília.